# Nymphalis parvipuncta
Nymphalis parvipuncta är en fjärilsart som beskrevs av Barend J. Lempke 1956. Nymphalis parvipuncta ingår i släktet Nymphalis och familjen praktfjärilar. Inga underarter finns listade i Catalogue of Life.